# Provița de Jos
Provița de Jos es una comuna ubicada en el distrito de Prahova, Rumania.

## Superficie
Posee una superficie de 25,28 kilómetros cuadrados.

## Demografía
Hasta 2021 la población era de 2131 habitantes, con una densidad de población de 84,30 habitantes por kilómetro cuadrado.